# Wests Tigers
Les Wests Tigers sont une franchise australienne de rugby à XIII basée dans l'agglomération de Sydney, et est présidée par Barry O'Farrell. L'équipe première, entraînée par le Néo-zélandais Benji Marshall nommé en 2023, évolue en National Rugby League.
La franchise est créée en 2000, née de la fusion de deux clubs australiens historiques de rugby à XIII : les Balmain Tigers (créés en 1908) et les Western Suburbs Magpies (créés en 1908), cette fusion prend alors le nom des « Wests Tigers ». Le club remporte un unique titre de National Rugby League lors de la saison 2005 porté par Scott Prince, Benji Marshall et Brett Hodgson sous la houlette de l'entraîneur Tim Sheens. Toutefois, le club n'est jamais parvenu à vraiment se maintenir au sommet du Championnat et occupe principalement le ventre mou ou le fond du classement avec seulement trois qualifications en phase finale en plus de vingt-cinq ans entre 2000 et 2025.
La franchise évolue alternativement dans trois stades distincts : le Campbelltown Stadium, le Leichhardt Oval et le Western Sydney Stadium.

## Histoire du club
Le club est issu de la fusion des Western Suburbs Magpies et des Balmain Tigers. Les deux clubs fondateurs étaient membres de la New South Wales Rugby League. Début 1999, ils s'activèrent pour trouver de nouveaux sponsors et de nouvelles sources de financement pour la saison 2000. Les Balmain devaient s'engager avec Parramatta, les Magpies avec Canterbury, finalement au dernier moment, ils constatèrent qu'ils avaient beaucoup de points communs et décidèrent de fusionner. L'année suivante, la NRL ouvrit ses portes à la nouvelle équipe. Les Magpies et les Balmain Tigers étaient deux clubs de la région de Sydney, ils étaient membres de la NSWRL, précurseur de l'ARL, aujourd'hui appelée la NRL.
Le quartier général du club est basé à Concord en Nouvelle-Galles du Sud, ses groupes de supporters sont basés à Balmain, Ashfield et Campbelltown. Afin de contenter au mieux ses supporters, l'équipe choisit de posséder deux stades, le Campbelltown Sports Stadium, à 50 km au sud-ouest de Sydney et le Leichhardt Oval, situé à 6 km à l'ouest de Sydney, respectivement les anciens stades des Western Suburbs Magpies et Balmain Tigers. Durant la saison 2005, les Wests Tigers jouèrent 6 matchs à domicile au Telstra Stadium (l'ancien Stadium Australia) et un match au Jade Stadium à Christchurch en Nouvelle-Zélande.
Le nom et le logo du club proviennent de la combinaison des noms et logos des deux clubs fondateurs. De même, les couleurs de l'équipe sont une combinaison du noir et blanc des Western Suburbs Magpies et du noir et orange des Balmain Tigers. Pour s'assurer que l'emblème des Magpies ne tombe pas dans l'oubli, il fut décidé de le placer sur le maillot.
Le groupe officiel de supporters porte le nom de Wests Tigers Fanatics.
En 2023, à l'approche du Anzac Day, les Wests Tigers ont sorti un maillot hommage pour l'armée australienne. Mais ce dernier a dû être retiré et modifié à la suite d'une polémique car les images imprimées sur le maillot n'étaient pas celles de l'armée australienne.

## Saison 2005
2005 fut la meilleure saison des Wests Tigers, ils atteignirent non seulement les finales pour la première fois mais entrèrent également dans le top 4 du round robin. L'affluence aux matchs battit de nouveaux records : Campbelltown Stadium (20,527), Telstra Stadium (29,542) et Leichhardt Oval (22,877).
Le club endossa le rôle de favori après sa victoire sur les St George Illawarra Dragons. En accord avec les pronostics ils battirent les North Queensland Cowboys (30-16) dans le Grand Final. Le capitaine de l'équipe, Scott Prince, reçu la médaille Clive Churchill qui vint consacrer sa saison. Plusieurs grands joueurs portèrent le maillot des Tigers, tels Ben Galea, John Skandalis ou encore Benji Marshall.
Durant le Grand Final, l'un des plus beaux essais fut marqué par l'ailier Pat Richards. La course fut engagée par Benji Marshall, qui reçut le ballon après une transversale de 98 mètres de Brett Hodgson. Benji Marshall effaça deux adversaires des Cowboys et entama une course de 60 mètres, brutalement arrêtée par l'arrière des cowboys Matt Bowen. Il passa le ballon à Pat Richards qui repoussa Rod Jensen et aplatit dans l'en-but.
Ce premier championnat, remporté après une première participation dans les finales, offrit au club une place de choix dans les annales de l'histoire du rugby à XIII australien. Seulement deux autres équipes avaient réussi pareille prouesse : les South Sydney Rabbitohs en 1908 et les Newtown Jets en 1910.
En 2006, les West Tigers ont perdu le World Club Challenge contre Bradford 30-10.

## Palmarès
| World Club Challenge    | National Rugby League                                           |
| ----------------------- | --------------------------------------------------------------- |
| - Finaliste (1) : 2006. | - Champion (1) : 2005. - Vainqueur de la saison régulière (0) : |

## Entraîneurs
- 2000-2000 : Wayne Pearce
- 2001-2002 : Terry Lamb
- 2003-2012 : Tim Sheens
- 2013-2014 : Mick Potter
- 2015-2017 : Jason Taylor
- 2017-2017 : Andrew Webster
- 2017-2018 : Ivan Cleary
- 2019-2022 : Michael Maguire
- 2022-2022 : Ben Gardiner
- 2022-2022 : Brett Kimmorley
- 2023-2023 : Tim Sheens
- 2024- : Benji Marshall

## Joueurs emblématiques
- Luke Brooks (2013-2023)
- Robbie Farah (2003-2019)
- Daniel Fitzhenry (2002-2010)
- Liam Fulton (2003-2014)
- Ben Galea (2000-2007)
- Keith Galloway (2006-2015)
- Bryce Gibbs (2003-2011)
- Dene Halatau (2003-2016)
- Chris Heighington (2003-2012)
- Brett Hodgson (2004-2008)
- Anthony Laffranchi (2001-2006)
- Chris Lawrence (2006-2020)
- Benji Marshall (2003-2013)
- David Nofoaluma (2013-2023)
- Mark O'Neill (2000-2005)
- Todd Payten (2004-2011)
- Scott Prince (2004-2006)
- Darren Senter (2000-2004)
- John Skandalis (2000-2010)
- James Tedesco (2012-2017)
- Taniela Tuiaki (2006-2009)
- Aaron Woods (2011-2017)

## Bilan du club
| Année                                  | Année | Saison régulière | Saison régulière | Saison régulière | Saison régulière | Saison régulière | Saison régulière | Saison régulière | Saison régulière | Saison régulière | Phase finale        | Phase finale | Phase finale | Phase finale | Phase finale | Phase finale | Phase finale |
| Année                                  | Année | Class.           | Points           | MJ               | V.               | N.               | D.               | B.               | Pp.              | Pc.              | Perf.               | MJ           | V.           | N.           | D.           | Pp.          | Pc.          |
| National Rugby League (vingt clubs)    |       |                  |                  |                  |                  |                  |                  |                  |                  |                  |                     |              |              |              |              |              |              |
| 1998                                   | 1998  | 20e              | 8                | 24               | 4                | 0                | 10               | 0                | 371              | 802              | Non qualifié        | -            | -            | -            | -            | -            | -            |
| National Rugby League (dix-sept clubs) |       |                  |                  |                  |                  |                  |                  |                  |                  |                  |                     |              |              |              |              |              |              |
| 1999                                   | 1999  | 17e              | 10               | 24               | 3                | 0                | 21               | 2                | 285              | 944              | Non qualifié        | -            | -            | -            | -            | -            | -            |
| National Rugby League (quatorze clubs) |       |                  |                  |                  |                  |                  |                  |                  |                  |                  |                     |              |              |              |              |              |              |
| 2000                                   | 2000  | 10e              | 24               | 26               | 11               | 2                | 13               | 0                | 519              | 642              | Non qualifié        | -            | -            | -            | -            | -            | -            |
| 2001                                   | 2001  | 12e              | 19               | 26               | 9                | 1                | 16               | 0                | 474              | 746              | Non qualifié        | -            | -            | -            | -            | -            | -            |
| National Rugby League (quinze clubs)   |       |                  |                  |                  |                  |                  |                  |                  |                  |                  |                     |              |              |              |              |              |              |
| 2002                                   | 2002  | 13e              | 18               | 24               | 17               | 0                | 7                | 2                | 498              | 642              | Non qualifié        | -            | -            | -            | -            | -            | -            |
| 2003                                   | 2003  | 13e              | 18               | 24               | 7                | 0                | 17               | 2                | 470              | 598              | Non qualifié        | -            | -            | -            | -            | -            | -            |
| 2004                                   | 2004  | 9e               | 24               | 24               | 10               | 0                | 14               | 2                | 509              | 534              | Non qualifié        | -            | -            | -            | -            | -            | -            |
| 2005                                   | 2005  | 4e               | 32               | 24               | 14               | 0                | 10               | 2                | 676              | 575              | Champion            | 4            | 4            | 0            | 0            | 134          | 40           |
| 2006                                   | 2006  | 11e              | 24               | 24               | 10               | 0                | 14               | 2                | 490              | 565              | Non qualifié        | -            | -            | -            | -            | -            | -            |
| National Rugby League (seize clubs)    |       |                  |                  |                  |                  |                  |                  |                  |                  |                  |                     |              |              |              |              |              |              |
| 2007                                   | 2007  | 9e               | 24               | 24               | 11               | 0                | 13               | 1                | 541              | 561              | Non qualifié        | -            | -            | -            | -            | -            | -            |
| 2008                                   | 2008  | 10e              | 26               | 24               | 11               | 0                | 13               | 2                | 528              | 560              | Non qualifié        | -            | -            | -            | -            | -            | -            |
| 2009                                   | 2009  | 9e               | 28               | 24               | 12               | 0                | 12               | 2                | 558              | 483              | Non qualifié        | -            | -            | -            | -            | -            | -            |
| 2010                                   | 2010  | 3e               | 24               | 24               | 15               | 0                | 9                | 2                | 537              | 503              | Finale préliminaire | 3            | 1            | 0            | 2            | 53           | 56           |
| 2011                                   | 2011  | 4e               | 34               | 24               | 15               | 0                | 9                | 2                | 519              | 430              | 2e tour             | 2            | 1            | 0            | 1            | 41           | 34           |
| 2012                                   | 2012  | 10e              | 26               | 24               | 11               | 0                | 13               | 2                | 506              | 551              | Non qualifié        | -            | -            | -            | -            | -            | -            |
| 2013                                   | 2013  | 15e              | 18               | 24               | 7                | 0                | 17               | 2                | 386              | 687              | Non qualifié        | -            | -            | -            | -            | -            | -            |
| 2014                                   | 2014  | 13e              | 24               | 24               | 10               | 0                | 14               | 2                | 420              | 631              | Non qualifié        | -            | -            | -            | -            | -            | -            |
| 2015                                   | 2015  | 15e              | 20               | 24               | 8                | 0                | 16               | 2                | 487              | 562              | Non qualifié        | -            | -            | -            | -            | -            | -            |
| 2016                                   | 2016  | 9e               | 26               | 24               | 11               | 0                | 13               | 2                | 499              | 607              | Non qualifié        | -            | -            | -            | -            | -            | -            |
| 2017                                   | 2017  | 14e              | 18               | 24               | 7                | 0                | 17               | 2                | 413              | 571              | Non qualifié        | -            | -            | -            | -            | -            | -            |
| 2018                                   | 2018  | 9e               | 26               | 24               | 12               | 0                | 12               | 1                | 377              | 460              | Non qualifié        | -            | -            | -            | -            | -            | -            |
| 2019                                   | 2019  | 9e               | 24               | 24               | 11               | 0                | 13               | 1                | 475              | 486              | Non qualifié        | -            | -            | -            | -            | -            | -            |
| 2020                                   | 2020  | 11e              | 14               | 20               | 7                | 0                | 13               | 0                | 440              | 505              | Non qualifié        | -            | -            | -            | -            | -            | -            |
| 2021                                   | 2021  | 13e              | 18               | 24               | 8                | 0                | 16               | 1                | 500              | 714              | Non qualifié        | -            | -            | -            | -            | -            | -            |
| 2022                                   | 2022  | 16e              | 10               | 24               | 4                | 0                | 20               | 1                | 352              | 679              | Non qualifié        | -            | -            | -            | -            | -            | -            |
| National Rugby League (dix-sept clubs) |       |                  |                  |                  |                  |                  |                  |                  |                  |                  |                     |              |              |              |              |              |              |
| 2023                                   | 2023  | 17e              | 14               | 24               | 4                | 0                | 20               | 3                | 385              | 675              | Non qualifié        | -            | -            | -            | -            | -            | -            |
| 2024                                   | 2024  | 17e              | 18               | 24               | 6                | 0                | 18               | 3                | 463              | 750              | Non qualifié        | -            | -            | -            | -            | -            | -            |
| 2025                                   | 2025  | -                | -                | -                | -                | -                | -                | -                | -                | -                | -                   | -            | -            | -            | -            | -            | -            |